# Nefty Sallaberry
Óscar Neftalí Sallaberry Valls, (Ponce, 1 de marzo de 1964), conocido también como Nefty, es un cantante puertorriqueño retirado miembro fundador del grupo musical Menudo junto a los hermanos Melendez. Fue el primer miembro que se retiró el grupo Menudo.

## Vida personal
Óscar Neftalí nació el 1 de marzo de 1964 en Ponce, Puerto Rico, su madre Olga Valls, es española y su padre, el doctor Santiago Sallaberry es puertorriqueño. Actualmente vive en Ponce, Puerto Rico. Formó parte de la agrupación Menudo junto a su hermano menor, el cantautor Fernando Sallaberry. En su niñez y por una corta temporada también vivió  en España instalado en Barcelona, país de origen de su madre y lugar de nacimiento de su hermano menor Fernando.  La familia completa se trasladó a Puerto Rico, país de origen de su padre y lugar de su nacimiento. En la década de los 70, aproximadamente en 1977, entra a formar parte del grupo Menudo, con su hermano y los hermanos Meléndez: Ricky Meléndez, Carlos Meléndez y Óscar Meléndez. Se ha retirado de la música definitivamente y se ha graduado en la Universidad Marquette, en la carrera de Ciencias de la Computación que actualmente desempeña esta profesión en una empresa en su país natal.

## Discografía

### Con Menudo
- 1977 - Los Fantasmas
- 1978 - Laura
- 1979 - Chiquitita
- 1979 - Felicidades
- 1980 - Más, Mucho Más
- 1977 - Por que te ame